# Michelangelo Buonarroti
Michelangelo di Lodovico Buonarroti Simoni (Caprese Michelangelo, 6. ožujka 1475. – Rim, 18. veljače 1564.) je bio renesansni slikar, kipar, arhitekt i pjesnik. Jedan je od najvažnijih i najsvestranijih umjetnika svih vremena i svrstava se u red talijanskih polihistora. Njegov genij i njegovi veliki pothvati u svim umjetnostima učinili su ga idolom mnogih generacija umjetnika. Opisuju ga kao genija božanskog nadahnuća, nadljudske moći, koja je podarena samo malom broju rijetkih pojedinaca i koja djeluje preko njihove osobe.  
U trinaestoj godini započinje umjetnički put na kojem će slijediti jedino neograničenu snagu vlastitoga duha. Umjetnost je za Michelangela bila stvaranje nove stvarnosti, slično božanskom stvaranju svijeta koje ne priznaje uzore, konvencije ni pravila. I njegove skulpture vjerojatno upravo stoga odlikuje taj snažni egzaltirani grč oslobađanja iz nedefinirane gromade kamena ili mramora. Opsjednut ljudskim tijelom, stvorio je monumentalnu sliku čovjeka kao Herkula i heroja, centralni lik Božjeg svemira.
Michelangelo je, pored Leonarda da Vincija, jedan od najinspirativnijih umjetnika talijanske kasne renesanse, kao i svijeta umjetnosti općenito, s uzorom u svom prethodniku Donatellu.

## Životopis

### Rani život i obrazovanje
Michelangelo di Lodovico Buonarroti Simoni je rođen 6. ožujka 1475. u uglednoj firentinskoj obitelji kao drugi sin gradonačelnika Capresea u Toskani, koju napušta još u djetinjstvu. Odrastao je u Firenci, gdje je veliki utjecaj za njegovo potvrđivanje kao umjetnika imao atelje braće Ghirlandaio.
Michelangelo je bio sin osiromašenog firentinskog plemića. U trinaestoj godini započinje umjetnički put na kojem će slijediti jedino neograničenu snagu vlastitoga duha. Pošto je završio šegrtovanje u ateljeu slikara Ghirlandaia, stupio je u školu Lorenca de Medicija kojom je rukovodio Bertoldo, gdje je stvarao djela kojima se pokušao nadmetati s antičkim ostvarenjima. Njega opisuju kao genija božanskog nadahnuća, nadljudske moći, koja je podarena samo malom broju rijetkih pojedinaca i koja djeluje preko njihove osobe.

### Umjetnička karijera
Umjetnost je za Michelangela bila stvaranje nove stvarnosti, slično božanskom stvaranju svijeta koje ne priznaje uzore, konvencije ni pravila. I njegove skulpture vjerojatno upravo stoga odlikuje taj snažni egzaltirani grč oslobađanja iz nedefinirane gromade kamena ili mramora. Godine 1496. otišao je u Rim gdje je stvorio svoje prvo značajnije djelo Oplakivanje (Pietà), koje je predstavljalo novinu jer je sjedinjavalo dvije mramorne figure u jednu cjelinu.
Vrativši se u Firencu 1501. isklesao je svog čuvenog Davida, završni izraz naturalizma 15. stoljeća. David, najranija monumentalna skulptura visoke renesanse, utjelovljenje je cjelokupne Michelangelove umjetnosti. Nasuprot oslobođenoj energiji izraženoj kroz opušteno tijelo Donatellove statue, kod Michelangelovog Davida dobiva se utisak da se energija sabija, a ne da se oslobađa. Otuda osjećaj napetosti u jednom tijelu shvaćenom kao "tamnica duše". Savršenu ljepotu mišićavog tijela, koje je uz to još u stanju izraziti i emocije i sigurnost pravednog borca, Michelangelo je stvorio u dobi od samo 26 godina. U to vrijeme Michelangelo je slikao i svoju Svetu obitelj.
U krugu firentinske intelektualne elite na dvoru Medicija oživjela je ljubav za Platonovu filozofiju-neoplatonizam. Platonova filozofija o dualizmu tijela i duše nije imala utjecaja na grčku skulpturu, jer ona izražava sklad tijela i duše, ali je na skulpturu Michelangela, koji je bio veliki poštovalac antike, baš ta strana grčke misli imala jak utjecaj. Iste osobine njegovog Davida imaju i statue Mojsija i Robova, klesane za grobnicu pape Julija II, a još više kipovi nadgrobnih spomenika Lorenza i Giuliana Medicija.
Firentinska republika pozvala ga je 1504. godine da u Palači Vecchio naslika ogromnu fresku. Prikazujući jedan događaj iz rata s Pisom kada je vojnike neprijatelj iznenadio za vrijeme kupanja, mogao je uvesti veoma raznovrsno mnoštvo pokreta u prikazivanju ljudskog tijela. Michelangelo je bio prvi umjetnik koji je prikazao tijelo u njegovu cjelokupnom opsegu akcije.
Poslije toga papa Julije II. mu je povjerio izradu svoje grobnice, posao kojim se bavio, s prekidima, četrdeset godina. Uskoro je započeo i oslik svoda Sikstinske kapele. Michelangelo je za nevjerojatno kratko vrijeme završio tu "ogromnu biblijsku simfoniju". Prvobitni nacrt za grobnicu Julija II. nikada nije izveden. Michelangelo je napravio samo veličanstvenu skulpturu Mojsija.
Michelangelova karijera arhitekta počela je 1520. kapelom obitelji Medici u crkvi San Lorenzo u Firenci, gdje je trebalo da se arhitektura i kiparstvo upotpunjuju. Svojim neortodoksnim tretiranjem klasičnih tema Michelangelo je napravio put baroknom stilu. Grobnica Medici sastoji se od statue pokojnika u sljedećem položaju smještene u niši zida iznad sarkofaga i od poluležećih statua Dana i Noći na poklopcu sarkofaga. Skulpturalne mase su raščlanjene i složene u najvećoj mogućoj mjeri, ali usprkos tome, cjelina čini jasnu vizualnu cjelinu, jer sve tri statue oblikuju trokut i čvrsto drže složenu mrežu vertikala i horizontala. Dualizam tijela i duše izražen je kroz kozmičku suprotnost smiraja Dana i Noći.
Kupola Crkve svetog Petra bila je jedno od njegovih kasnijih arhitektonskih djela. Njegovo posljednje veliko slikarsko djelo, Strašni sud, na oltarskom zidu Sikstinske kapele, pokazalo je svojim vladanjem pokretom u prostoru tok kojim ce se razvijati talijanska umjetnost u sljedećem stoljeću.
Tada već star i bolestan, Michelangelo, kao uvjereni kršćanin i skrušeni hodočasnik, obilazi i posjećuje uobičajenih sedam rimskih bazilika, u potrazi za oprostima i milostima. Obično je rimske crkve obilazio pješice, s prijateljem Vasarijem, koji je od pape Julija III. uspio dobiti dozvolu da stari majstor na konju smije obilaziti hodočasničkim putem naznačene bazilike. No, čini se da je stari umjetnik radije nastavio stjecati jubilejske oproste obučen u siromašno hodočasničko odijelo, izmiješan s običnim pukom, sa svojim velikim šeširom i visokim čizmama, koje nije skidao ni noću (zbog bolnih smetnji). Spomenuti mu prijatelj Vasari u svojim zapisima prenosi razgovor između Michelangela i nećaka, kojega Michelangelo potiče da pronađe neku siromašnu osobu potrebnu pomoći, naglašavajući kako se ponajvećma dobrim djelima kršćanske ljubavi mogu izmoliti jubilejski oprosti.
Umro je 18. veljače 1564. u Rimu, a sutradan je uz velike počasti sahranjen u crkvi Santa Croce u Firenci.

## Djela
Michelangelo je najznačajniji kipar visoke renesanse. Iako je bio slikar, arhitekt i pjesnik, najradije je volio da ga zovu kiparom. Njegovo prvo potpisano djelo, dakle prvo zrelo djelo bila je Rimska Pieta, mramorna skulptura nježnih linija i smirene boli,  koja se danas nalazi u crkvi Sv. Petra u Rimu.
David, najranija monumentalna skulptura visoke renesanse, utjelovljenje je cjelokupne Michelangelove umjetnosti. Savršenu ljepotu mišićavog tijela, koje je uz to još u stanju izraziti i emocije i sigurnost pravednog borca, Michelangelo je stvorio u dobi od samo 26 godina.
U svojim djelima je izražavao svoja filozofska i etička stajališta. To se najbolje vidi u njegovu ciklusu skulptura za grobnicu pape Julija II. – Robovi, gdje je ljudsko tijelo shvaćeno kao "tamnica duha".
Radove na grobnici Julija II. prekida zbog neočekivane papinske narudžbe, koju prihvaća nerado i protiv koje se bori svim silama svoga neobuzdanog temperamenta, no stvara djelo koje se još i danas kao remek-djelo slikarske vještine prvo vezuje uz spominjanje njegova imena freske u Sikstinskoj kapeli. Cijeli je svod Michelangelo, pod naletom gnjeva i borbe s okolinom, a prije svega u zanosu nadahnuća, oslikao za manje od četiri godine (1508. – 1512.). U stotinama je likova opisao gotovo sve od postanka čovjeka do njegova pada, stvaranje i uništenje svijeta. Trideset godina kasnije Michelangelo je naslikao Posljednji sud iznad oltara kapele – napadno i grozničavo djelo koje je posjedovalo kolorizam Manirizma i bilo je ispunjeno snažnim oblicima podcrtavajući kontekst prokletstva.
Uz brojne njegove projekte još se najmanje dva mogu mjeriti s epohalnom važnošću fresaka iz Sikstine. Oba su arhitektonska i potječu iz posljednjih tridesetak godina njegova života. Preuređenje trga na vrhu kapitolskog brežuljka (Campidoglio) najveći je posao njegove karijere. Od trga doslovno pravi veličanstvenu pozornicu, kao uostalom i od svojega života, na kojoj scenu učvršćuje kolosalnim redom stupovlja. 
Taj će kolosalni red primijeniti ponovno u dovršenju crkve Svetog Petra u Rimu, čime je još više naglasio kompaktnost, veličinu i monumentalnost građevine s Bramanteova nacrta, osobine koje je cijelog svoga dugog života tražio u umjetnosti i ljudskome rodu sve do smrti. Michelangelov tlocrt zadržava centralni tip, grčki križ, os simetrije, centralnu kupolu, dvije male pobočne kupole i plitki narteks.  Kupola posjeduje dobro odmjeren visoki tambur, i istaknut plasticitet podvojenim stupovima. Ona predstavlja vrhunac Visoke renesanse, prijelazno razdoblje manirizma i izrazite elemente budućeg stila baroka.
Još jedno njegovo impozantno arhitektonsko djelo je stubište Laurentinske biblioteke u Firenci. Statičnost koja je vladala u renesansi mijenja za jedan dinamizam voluta koji je svojstveniji baroku. On je donekle začetnik Manirizma, ako ne i baroka u arhitekturi.
Pred kraj života vratio se kiparstvu načinivši  Pietu Rondanini, intimnu ispovijed usamljenog genija.
Tekstovi njegovih pjesama često su osnovom teorije kako je Michelangelo imao homoseksualnih sklonosti. Npr.:
La carne terra, e qui l'ossa mia, prive

de' lor begli occhi, e del leggiadro aspetto

fan fede a quel ch'i' fu grazia nel letto,

che abbracciava, e' n che l'anima vive.
prijevod:

Meso je sada zemlja, a ovdje su moje kosti,

Ostale bez naočitih očiju, i nemirnoga daha,

Još vjerne njemu s kojim sam se radovao u postelji,

Koga sam grlio, u kojemu sada moja duša živi.
- Bakho i Pan, Museo del Bargello, Firenca
- Anđeo (1494) na oltaru sv. Dominika, Bazilika sv. Dominika, Bologna
- Doni tondo (1507.), Uffizi, Firenca
- Umirući rob (1513. – 1515.) za grobnicu Julija II, Louvre, Pariz
- Pobunjeni rob (1513. – 1516.) za grobnicu Julija II., Louvre, Pariz
- Leda i labud (1530-1540), po Michelangelu, National Gallery, London
- Pobjeda (1533. – 1534.), Salone dei Cinquecento, Palazzo Vecchio, Firenca
- Otmica Ganimeda, kopija iz 1532, Fogg Art Museum, Cambridge

## Poveznice
- Visoka renesansa
- Manirizam

## Vanjske poveznice

### Sestrinski projekti
|  | Zajednički poslužitelj ima još gradiva o temi Michelangelo Buonarroti |
|  | Wikicitati imaju zbirke citata o temi Michelangelo Buonarroti         |

### Mrežna mjesta
- LZMK / Hrvatska enciklopedija: Michelangelo Buonarroti
- LZMK / Proleksis enciklopedija: Michelangelo Buonarroti
- LZMK / Krležijana: Michelangelo Buonarroti  Arhivirana inačica izvorne stranice od 2. ožujka 2016. (Wayback Machine)
- Michelangelo na Znanje.org
- Livija Čveljo, Michelangelo u vrtlogu teorije urote.
- Michelangelo Buanorroti (engl.)  Arhivirana inačica izvorne stranice od 7. travnja 2012. (Wayback Machine)
- Michelangelo na Artcyclopedia
- Michelangelo među svjetskim polihistorima  Arhivirana inačica izvorne stranice od 10. studenoga 2023. (Wayback Machine)